# Abbaye d'Orval (Montmédy)
Pour les articles homonymes, voir Orval.
On appelle abbaye d'Orval un édifice situé au cœur de la Ville-Haute de Montmédy, dans la Meuse en région Grand Est de France. Ancien refuge urbain des moines de l'abbaye d'Orval, le bâtiment actuel n'est plus qu'une façade (protégée)

## Historique
La façade est ce qui reste d'un ancien refuge des moines de l'abbaye d'Orval (aujourd'hui en Belgique) supprimée lors des troubles révolutionnaires Le bâtiment fut utilisé comme prison au cours du XIXe siècle. 
Racheté en 2007 par des particuliers à des fins immobilières et hôtelières, il ne fut pas entretenu et les projets n'aboutirent pas. En 2021 il est menacé de ruines. Le monument subit de nombreuses dégradations. Aujourd'hui (2021) des poutrelles d’acier soutiennent les façades qui, seules, sont encore debout. Actuellement (octobre 2022) le bâtiment est mis en vente.

## Protection
L'ancien refuge est inscrit au titre des monuments historiques par arrêté du 26 septembre 1990.